# ニュー・ジャック・シティ
『ニュー・ジャック・シティ』（原題：New Jack City）は、1991年公開のアメリカ合衆国のギャング・アクション映画。
マリオ・ヴァン・ピーブルズの初監督作品（自身も出演）。ウェズリー・スナイプス、アイス-T、ジャド・ネルソンらが出演。
ニューヨークを舞台に、ドラッグの密売で裏社会の支配者となった黒人ギャングと刑事たちとの闘いを描き、全米で社会的現象を起こした。

## あらすじ
ニューヨーク。アフリカ系アメリカ人ギャングのニーノ・ブラウンはドラッグの密売で“ニュー・ジャック・シティ”と呼ばれる裏社会を築き上げ、その支配者として君臨していた。
麻薬中毒者に母親を殺されたアフリカ系アメリカ人の捜査官スコッティと、元麻薬中毒者の白人の捜査官ニックは潜入捜査をしていたプーキーが身元がばれて殺されたのをきっかけに、ニーノに闘いを挑んでいく。

## キャスト
※括弧内は日本語吹替
- ニーノ・ブラウン - ウェズリー・スナイプス（山寺宏一）
- スコッティ・アップルトン - アイス-T（佐古雅誉）
- ジー・マネー - アレン・ペイン（牛山茂）
- プーキー - クリス・ロック（家中宏）
- ニック・ペレッティ - ジャド・ネルソン（金尾哲夫）
- ストーン - マリオ・ヴァン・ピーブルズ（大塚明夫）
- セリーナ - マイケル・ミシェル（井上喜久子）
- ダダーマン - ビル・ナン（大滝進矢）
- パーク - ラッセル・ウォン（高宮俊介）
- オールドマン - ビル・コッブス（吉水慶）
- カリーム・アクバー - クリストファー・ウィリアムズ（星野充昭）
- キーシャ - ヴァネッサ・A・ウィリアムズ[脚注 1]（安永沙都子）
- ユニーカ - トレイシー・カミラ・ジョンズ（深見梨加）
- フランキー・ニードルス - アンソニー・デサント（荒川太郎）
- ホーキンス検事 - フィリス・イヴォンヌ・スティックニー（金野恵子）
- ドン・アマティオ - ジョン・アプリア（有本欽隆）
- 結婚式の歌手 - キース・スウェット
- 大晦日のバンド - ガイ